# Bear Creek (contea di Outagamie)
Bear Creek è un villaggio degli Stati Uniti d'America situato nella contea di Outagamie nello Stato del Wisconsin. La popolazione era di 448 persone al censimento del 2010.

## Storia
La comunità inizialmente era un campo di legname nel 1850, quando il capitano Welcome Hyde, un boscaiolo, che abitava sulle rive del fiume Embarrass, decise di tagliare la prima strada dell'area. Nel 1880, quando la Chicago and Northwestern Railroad fu costruita attraverso l'area, F. W. Hyde costruì un negozio che successivamente divenne la stazione di Bear Creek. Nel 1885, la terra è stata intrecciata da Welcome Hyde e prese il nome dal Bear Creek, il ruscello vicino. Dopo un disastroso incendio nel 1902, in cui furono distrutti tre quarti della città, la gente decise di ricostruire tutto e di incorporare la comunità come un villaggio, in omaggio a Welcome, il primo colono. Il nome fu cambiato di nuovo in Bear Creek nel 1915 a causa della confusione tra il villaggio e la stazione ferroviaria che avevano nomi diversi.

## Geografia fisica
Bear Creek è situata a 44°31′47″N 88°43′37″W (44.529649, -88.726849).
Secondo lo United States Census Bureau, ha un'area totale di 0,92 miglia quadrate (2,38 km²).

## Società

### Evoluzione demografica
Secondo il censimento del 2010, c'erano 448 persone.

### Etnie e minoranze straniere
Secondo il censimento del 2010, la composizione etnica della città era formata dal 72,1% di bianchi, lo 0,2% di afroamericani, lo 0,2% di nativi americani, il 26,3% di altre razze, e l'1,1% di due o più etnie. Ispanici o latinos di qualunque razza erano il 37,9% della popolazione.